# 계남면
계남면(Gyenam-myeon, 溪南面)은 대한민국 전북특별자치도 장수군의 면 단위 행정구역 중 하나이다.

## 연혁
계남면은 삼국시대에는 백제의 영역으로 백해군의 관할 구역에 있었으며, 통일신라 이후, 757년 경덕왕 16년에 군, 현의 명칭을 고침에 따라 백해군을 벽계군으로 개칭했으며, 계남면은 벽계군의 관할 구역에 속했다. 고려 태조 23년에 벽계군이 벽계현으로 바뀌고, 고려 성종 14년에는 벽계현이 장계현으로 개칭되었다.
조선 태종 14년에는 장계현이 장수현에 병합되고, 고종 32년에는 장수현이 장수군으로 명칭이 바뀌기도 했지만 계남면은 현재까지 그 관할 구역에 있다.
- 삼국시대 : 백해군
- 남북국시대 : 벽계군
- 고려시대 : 940년 벽계현으로 격하 995년 장계현으로 개칭
- 조선시대 : 1413년 장계현과 장수현을 병합하여 장수현으로, 장수현 임남면으로 개칭했으며, 조선 말기에 임남방으로 불렸고 1895년 전국 지방관제 개정에 따라 방을 면으로 고치면서 임남면이라고 했다.
- 한일병합 이후 : 1917년 정부지방관제 개정에 따라 계남면으로 개칭

## 지리
계남면의 지형은 닭이 알을 품은 것과 같은 금계포란의 형국을 하고 있다. 노령산맥의 종산이라고 부르는 장안산이 모계로 비유한다면 법화산과 백화산은 양쪽 날개로 비유된다. 그 속에 면민 1000여 가구가 안겨 놓은 달걀처럼 포근하게 행복한 생을 누리고 있다.
장안산과 싸리재에서 발원한 유천은 계남들의 복판을 흐르면서 젖줄 역할을 하고 있다. 19번 국도는 계남면 남북(장수와 장계)으로 관통하면서 동맥 역할을 한다. 계남면은 장수군 내에서는 유일하게 타군ㆍ도와 접하지 않은 내륙면이다. 동쪽은 장안산 넘어로 번암면과 장계면 일부에 인접해 있고, 남쪽은 싸리재와 경계를 이루어 장수읍과 인접했으며, 서쪽은 법화산이 경계가 되어 천천면과 인접했고, 북쪽은 동평들을 흐르는 실개천이 장계면과 경계를 이루고 있다.

## 행정 구역
- 침곡리
- 화양리
- 신전리
- 호덕리
- 화음리
- 가곡리
- 궁양리
- 장안리

## 교육
- 계남초등학교 (화음리)
- 장계남초등학교 (폐교) - 계남면 장무로 176 (호덕리)
- 장안초등학교 (폐교) - 계남면 장안산로 315-5 (궁양리)
- 계남중학교 (화양리)